# Liste des conseillers départementaux de l'Oise
 (avril 2020).
Si vous disposez d'ouvrages ou d'articles de référence ou si vous connaissez des sites web de qualité traitant du thème abordé ici, merci de compléter l'article en donnant les références utiles à sa vérifiabilité et en les liant à la section « Notes et références ».
Le Conseil départemental de l'Oise comprend 42 conseillers départementaux issus des 21 cantons de l'Oise.

## Conseil départemental depuis 2015

### Groupes politiques
Le Conseil départemental de l'Oise est présidé par Nadège Lefebvre (LR). 
| Parti                                  | Sigle | Sigle | Élus | Groupes                   |
| -------------------------------------- | ----- | ----- | ---- | ------------------------- |
| Majorité (30 sièges)                   |       |       |      |                           |
| Les Républicains                       |       | LR    | 21   | Majorité départementale   |
| Divers droite                          |       | DVD   | 6    | Majorité départementale   |
| Union des démocrates et indépendants   |       | UDI   | 3    | Majorité départementale   |
| Opposition de gauche (8 sièges)        |       |       |      |                           |
| Parti communiste français              |       | PCF   | 4    | Communiste et républicain |
| Parti socialiste                       |       | PS    | 3    | Oise à gauche             |
| La République en marche                |       | LREM  | 1    | Oise à gauche             |
| Opposition d'extrême-droite (4 sièges) |       |       |      |                           |
| Rassemblement national                 |       | RN    | 4    | Rassemblement national    |
| Présidente du Conseil départemental    |       |       |      |                           |
| Nadège Lefebvre (LR)                   |       |       |      |                           |

### Listes des conseillers départementaux
| Canton                 | 2015-2021              | Parti | Parti | 2021-2027                      | Parti | Parti |
| ---------------------- | ---------------------- | ----- | ----- | ------------------------------ | ----- | ----- |
| Beauvais-1             | Brigitte Lefebvre      |       | DVD   |                                |       |       |
| Beauvais-1             | Charles Locquet        |       | LR    |                                |       |       |
| Beauvais-2             | Nadège Lefebvre        |       | LR    |                                |       |       |
| Beauvais-2             | Franck Pia             |       | UDI   |                                |       |       |
| Chantilly              | Nicole Ladurelle       |       | LR    |                                |       |       |
| Chantilly              | Patrice Marchand       |       | LR    |                                |       |       |
| Chaumont-en-Vexin      | Alain Letellier        |       | LR    |                                |       |       |
| Chaumont-en-Vexin      | Sophie Levesque        |       | LR    |                                |       |       |
| Clermont               | Édouard Courtial       |       | LR    |                                |       |       |
| Clermont               | Ophélie Van-Elsuwe     |       | LR    |                                |       |       |
| Compiègne-1            | Danielle Carlier       |       | DVD   |                                |       |       |
| Compiègne-1            | Éric de Valroger       |       | LR    |                                |       |       |
| Compiègne-2            | Sandrine de Figueiredo |       | UDI   |                                |       |       |
| Compiègne-2            | Jean Desessart         |       | UDI   |                                |       |       |
| Creil                  | Dominique Lavalette    |       | PS    |                                |       |       |
| Creil                  | Jean-Claude Villemain  |       | PS    |                                |       |       |
| Crépy-en-Valois        | Béatrice Gouraud       |       | RN    |                                |       |       |
| Crépy-en-Valois        | Jean-Paul Letourneur   |       | RN    |                                |       |       |
| Estrées-Saint-Denis    | Anais Dhamy            |       | LR    |                                |       |       |
| Estrées-Saint-Denis    | Patrice Fontaine       |       | LR    |                                |       |       |
| Grandvilliers          | Martine Borgoo         |       | DVD   |                                |       |       |
| Grandvilliers          | Gérard Decorde         |       | LR    |                                |       |       |
| Méru                   | Ilham Alet             |       | LREM  |                                |       |       |
| Méru                   | Gérard Auger           |       | PS    |                                |       |       |
| Montataire             | Alain Blanchard        |       | PCF   |                                |       |       |
| Montataire             | Catherine Dailly       |       | PCF   |                                |       |       |
| Mouy                   | Anne Fumery            |       | DVD   |                                |       |       |
| Mouy                   | Olivier Paccaud        |       | LR    |                                |       |       |
| Nanteuil-le-Haudouin   | Nicole Colin           |       | LR    |                                |       |       |
| Nanteuil-le-Haudouin   | Gilles Sellier         |       | LR    |                                |       |       |
| Nogent-sur-Oise        | Christophe Dietrich    |       | LR    |                                |       |       |
| Nogent-sur-Oise        | Gillian Roux           |       | LR    |                                |       |       |
| Noyon                  | Michel Guiniot         |       | RN    |                                |       |       |
| Noyon                  | Nathalie Jorand        |       | RN    |                                |       |       |
| Pont-Sainte-Maxence    | Arnaud Dumontier       |       | LR    |                                |       |       |
| Pont-Sainte-Maxence    | Khristine Foyart       |       | DVD   |                                |       |       |
| Saint-Just-en-Chaussée | Nicole Cordier         |       | DVD   | Nicole Cordier                 |       | DVD   |
| Saint-Just-en-Chaussée | Frans Desmedt          |       | LR    | Frans Desmedt Mort en fonction |       | LR    |
| Saint-Just-en-Chaussée |                        |       |       | Denis Pype depuis 2023         |       | DVD   |
| Senlis                 | Jérôme Bascher         |       | LR    |                                |       |       |
| Senlis                 | Corry Neau             |       | LR    |                                |       |       |
| Thourotte              | Hélène Balitout        |       | PCF   |                                |       |       |
| Thourotte              | Sébastien Nancel       |       | PCF   |                                |       |       |

## Conseil général

### Composition du conseil général de l'Oise2011-2015 (41 sièges)
| Parti                             | Sigle | Élus |
| --------------------------------- | ----- | ---- |
| Majorité (25 sièges)              |       |      |
| Parti socialiste                  | PS    | 19   |
| Parti radical de gauche           | PRG   | 3    |
| Parti communiste français         | PCF   | 2    |
| Divers gauche                     | DVG   | 1    |
| Opposition (16 sièges)            |       |      |
| Union pour un mouvement populaire | UMP   | 14   |
| Divers droite                     | DVD   | 2    |
| Président du Conseil Général      |       |      |
| Yves Rome (PS)                    |       |      |

### Liste des conseillers généraux de l'Oise
| Canton                            | Circ | Conseiller général       | Parti | Série |
| --------------------------------- | ---- | ------------------------ | ----- | ----- |
| Arrondissement de Beauvais        |      |                          |       |       |
| Canton d'Auneuil                  | 2    | Bruno Oguez              | UMP   | 2008  |
| Canton de Beauvais-Nord-Est       | 1    | Thibaut Viguier          | PS    | 2011  |
| Canton de Beauvais-Nord-Ouest     | 1    | Georges Becquerelle      | PS    | 2008  |
| Canton de Beauvais-Sud-Ouest      | 2    | Sylvie Houssin           | PS    | 2011  |
| Canton de Chaumont-en-Vexin       | 2    | Gérard Lemaître          | DVD   | 2011  |
| Canton du Coudray-Saint-Germer    | 2    | Jean Louis Aubry         | PS    | 2008  |
| Canton de Crèvecœur-le-Grand      | 1    | André Coet               | UMP   | 2011  |
| Canton de Formerie                | 2    | Gérard Decorde           | UMP   | 2011  |
| Canton de Grandvilliers           | 2    | Joël Patin               | PRG   | 2008  |
| Canton de Marseille-en-Beauvaisis | 1    | Daniel Bisshop           | DVD   | 2011  |
| Canton de Méru                    | 2    | Alain Letellier          | UMP   | 2008  |
| Canton de Nivillers               | 1    | Yves Rome                | PS    | 2008  |
| Canton de Noailles                | 2    | Jean-François Mancel     | UMP   | 2011  |
| Canton de Songeons                | 2    | Roseline Pinel           | PRG   | 2011  |
| Arrondissement de Clermont        |      |                          |       |       |
| Canton de Breteuil                | 1    | Jean Cauwel              | UMP   | 2008  |
| Canton de Clermont                | 7    | André Vantomme           | PS    | 2008  |
| Canton de Froissy                 | 1    | Alain Vasselle           | UMP   | 2011  |
| Canton de Liancourt               | 7    | Roger Menn               | PS    | 2008  |
| Canton de Maignelay-Montigny      | 1    | Patrice Fontaine         | UMP   | 2008  |
| Canton de Mouy                    | 7    | Anne-Claire Delafontaine | PS    | 2011  |
| Canton de Saint-Just-en-Chaussée  | 1    | Frans Desmedt            | UMP   | 2011  |
| Arrondissement de Compiègne       |      |                          |       |       |
| Canton d'Attichy                  | 5    | Danielle Carlier         | UMP   | 2015  |
| Canton de Compiègne-Nord          | 6    | Eric de Valroger         | UMP   | 2008  |
| Canton de Compiègne-Sud-Est       | 5    | Bertrand Brassens        | PS    | 2008  |
| Canton de Compiègne-Sud-Ouest     | 5    | François Ferrieux        | PS    | 2008  |
| Canton d'Estrées-Saint-Denis      | 5    | Charles Pouplin          | DVG   | 2008  |
| Canton de Guiscard                | 6    | Thibault Delavenne       | PRG   | 2011  |
| Canton de Lassigny                | 6    | Thierry Frau             | PS    | 2011  |
| Canton de Noyon                   | 6    | Patrick Deguise          | PS    | 2011  |
| Canton de Ressons-sur-Matz        | 6    | Joseph Sanguinette       | PS    | 2008  |
| Canton de Ribécourt-Dreslincourt  | 6    | Hélène Balitout          | PCF   | 2011  |
| Arrondissement de Senlis          |      |                          |       |       |
| Canton de Betz                    | 4    | Philippe Boulland        | UMP   | 2008  |
| Canton de Chantilly               | 4    | Patrice Marchand         | UMP   | 2011  |
| Canton de Creil-Nogent-sur-Oise   | 7    | Gérard Weyn              | PS    | 2011  |
| Canton de Creil-Sud               | 2    | Jean-Claude Villemain    | PS    | 2008  |
| Canton de Crépy-en-Valois         | 5    | Jérome Furet             | PS    | 2011  |
| Canton de Montataire              | 2    | Alain Blanchard          | PCF   | 2008  |
| Canton de Nanteuil-le-Haudouin    | 4    | Jean-Paul Douet          | PS    | 2008  |
| Canton de Neuilly-en-Thelle       | 2    | Gérard Auger             | PS    | 2008  |
| Canton de Pont-Sainte-Maxence     | 4    | Michel Delmas            | PS    | 2011  |
| Canton de Senlis                  | 4    | Jérôme Bascher           | UMP   | 2011  |